# Xã Missouri Ridge, Quận Williams, Bắc Dakota
Xã Missouri Ridge (tiếng Anh: Missouri Ridge Township) là một xã thuộc quận Williams, tiểu bang Bắc Dakota, Hoa Kỳ. Năm 2010, dân số của xã này là 496 người.